# Кигим, Андрей Степанович
Андрей Степанович Кигим (род. 30 октября 1957 года, Липецк) — российский государственный и политический деятель.
Председатель правления Пенсионного фонда Российской Федерации (12 февраля 2021 — 31 июля 2022). Руководитель Фонда социального страхования Российской Федерации (21 марта 2013 — 12 февраля 2021). Руководитель нескольких всероссийских объединений страховых компаний в 2004—2013 годах.

## Биография
Андрей Кигим родился 30 октября 1957 года в г. Липецке. В 1979 году он устроился в родном городе на работу плотником в строительном управлении, в том же году поступил на геологический факультет МГУ им. М. В. Ломоносова. В 1980—1982 годах прошел службу в рядах ВС СССР, в 1986 году окончил ВУЗ по специальности геолог-геофизик и поступил в аспирантуру МГУ (окончил в 1991 году). Во время учебы в МГУ занимал руководящие должности в комсомольской организации — в 1984—1986 г.г. заместитель секретаря, в 1986—1988 годах секретарь комитета ВЛКСМ геологического факультета.

### Работа в Сбербанке
В 1991 году Андрей Кигим поступил на работу в Сбербанк на должность ведущего экономиста управления международного сотрудничества, в 1992 году занял пост начальника отдела содействия приватизации управления ценных бумаг Сбербанка, с 1993 по 1998 годы работает начальником отдела, и заместителем директора управления ценных бумаг и доверительных операций Сбербанка РФ. В 1996 году окончил Институт повышения квалификации при Финансовой академии при Правительстве РФ по специальности «экономист».

### Работа в Росгосстрахе
В марте 1998 года Андрей Кигим переходит на работу в страховую компанию «Росгосстрах» в должности финансового директора, с июля 1998 по июнь 2000 года — первый заместитель председателя правления ОАО Страховая компания «Росгосстрах». Как раз в этот период под руководством Алексея Головкова проходила консолидация системы «Росгосстраха», которая из рыхлой и неуправляемой сети независимых страховых компаний была перестроена в достаточно монолитную структуру. В те же годы начинает работать схема компенсаций по долгосрочным полисам страхования жизни, по которым не расплатился Госстрах СССР — деньги получались из бюджета РФ и распределялись через «Росгосстрах».

### Работа в органах власти и госструктурах
В июне 2000 года становится заместителем руководителя Федеральной службы России по финансовому оздоровлению и банкротству, в августе 2001 года — заместителем министра природных ресурсов РФ, курирует финансово-экономический блок работы Министерства природных ресурсов. 22 сентября 2003 года назначен заместителем Руководителя Аппарата Правительства РФ (распоряжение Правительства № 1377-р), 19 марта 2004 года (после отставки правительства Михаила Касьянова) был освобожден от этой должности в связи с переходом на другую работу (распоряжение Правительства № 385-р).

### Работа в союзах страховщиков
C марта по апрель 2004 года Андрей Кигим работал заместителем исполнительного директора Всероссийского союза страховщиков (ВСС) Александра Коваля. В апреле 2004 он переходит на работу исполнительным директором в Российский союз автостраховщиков (РСА) и работает в этой должности до октября того же года. В ноябре 2004 года А. Кигим был выбран президентом РСА, сменив на этом посту Анатолия Кургина и став третьим президентом союза за два года. На этом посту активно лоббировал внесение поправок в Закон об ОСАГО, при нем вступили в действие такие существенные изменения как «европротокол» (оформление незначительных ДТП, в которых ущерб причинялся только автомобилям и не страдали люди, без привлечения ГАИ — ГИБДД) и «прямое урегулирование» (порядок оформления выплат по ОСАГО, при которых пострадавший обращается в страховую компанию, выписавшую его полис ОСАГО, а не к компании виновника), а также реально заработали компенсационные фонды РСА (после краха страховой компании «Авест» в 2005 году). Так и не была создана и не заработала предусмотренная законом единая информационная система ОСАГО, поэтому был, по сути, провален проект «бонус-малус» (зависимость страхового тарифа (стоимости полиса) ОСАГО от страховой истории водителя).
В 2007 году, после создания Национального союза страховщиков ответственности (НССО), Андрей Кигим избирается также президентом этого нового союза, активно включается в работу по подготовке нормативной базы обязательного страхования гражданской ответственности владельцев опасных объектов. Этот период характерен жестким противостоянием НССО и РСПП (а также других союзов предпринимателей — «Деловая Россия» и «Опора России»), которые пытались доказать неэффективность и неоправданную дороговизну этого вида обязательного страхования. В итоге закон об ОСОПО был все-так принят.
В мае 2009 года Андрей Кигим оставляет посты в РСА и НССО, 26 мая 2009 года на съезде ВСС избирается президентом Всероссийского союза страховщиков, (этот пост оказался вакантным после назначения возглавлявшего ВСС Александра Коваля руководителем Федеральной службы страхового надзора). Переизбирается на очередные три года на внеочередном съезда союза в октябре того же года, повторно избран на пост президента ВСС на съезде союза в феврале 2011 года.
В феврале 2010 года Андрей Кигим вступает в партию «Единая Россия», активно работает в Либеральном клубе партии.
В 2012 году активно участвовал в организации работы страховщиков над стратегией развития страхового рынка до 2020 года.

### Руководство государственными внебюджетными фондами России
В марте 2013 года Андрей Кигим был назначен председателем Фонда социального страхования РФ. В феврале 2021 года оставил пост руководителя ФСС, был назначен председателем правления Пенсионного фонда Российской Федерации. По мнению ряда СМИ, одной из ключевых задач Кигима на новом посту должно стать слияние всех внебюджетных фондов в один общий и процесс начнётся с присоединения ФСС к ПФР. В марте 2021 правительство объявило о создании единой цифровой платформы для ПФР и ФСС.
В октябре 2021 года выступая на пленарном заседании от фракции «Справедливая Россия — За правду», депутат Михаил Делягин заявил о продолжающемся «расточительном приобретении новых зданий» ПФР. Кигим отвечая на критику сказал, чтобы «Справедливая Россия» чуть-чуть подуспокоилась. В ответ на это Вячеслав Володин призвал главу Пенсионного фонда России (ПФР) Андрея Кигима уважительно относиться к парламентариям. 28 октября 2021 года Андрей Кигим принял решение о приостановке строительства зданий для фонда.
31 июля 2022 года председатель Правительства Российской Федерации Михаил Мишустин освободил Кигима от должности главы ПФР, назначив временно исполняющим обязанности его заместителя Сергея Чиркова.

## Государственные награды
Андрей Кигим в 2009 году был награждён орденом Почета.

## Семейное положение
Андрей Кигим женат, у него трое детей.